# بن اودوری

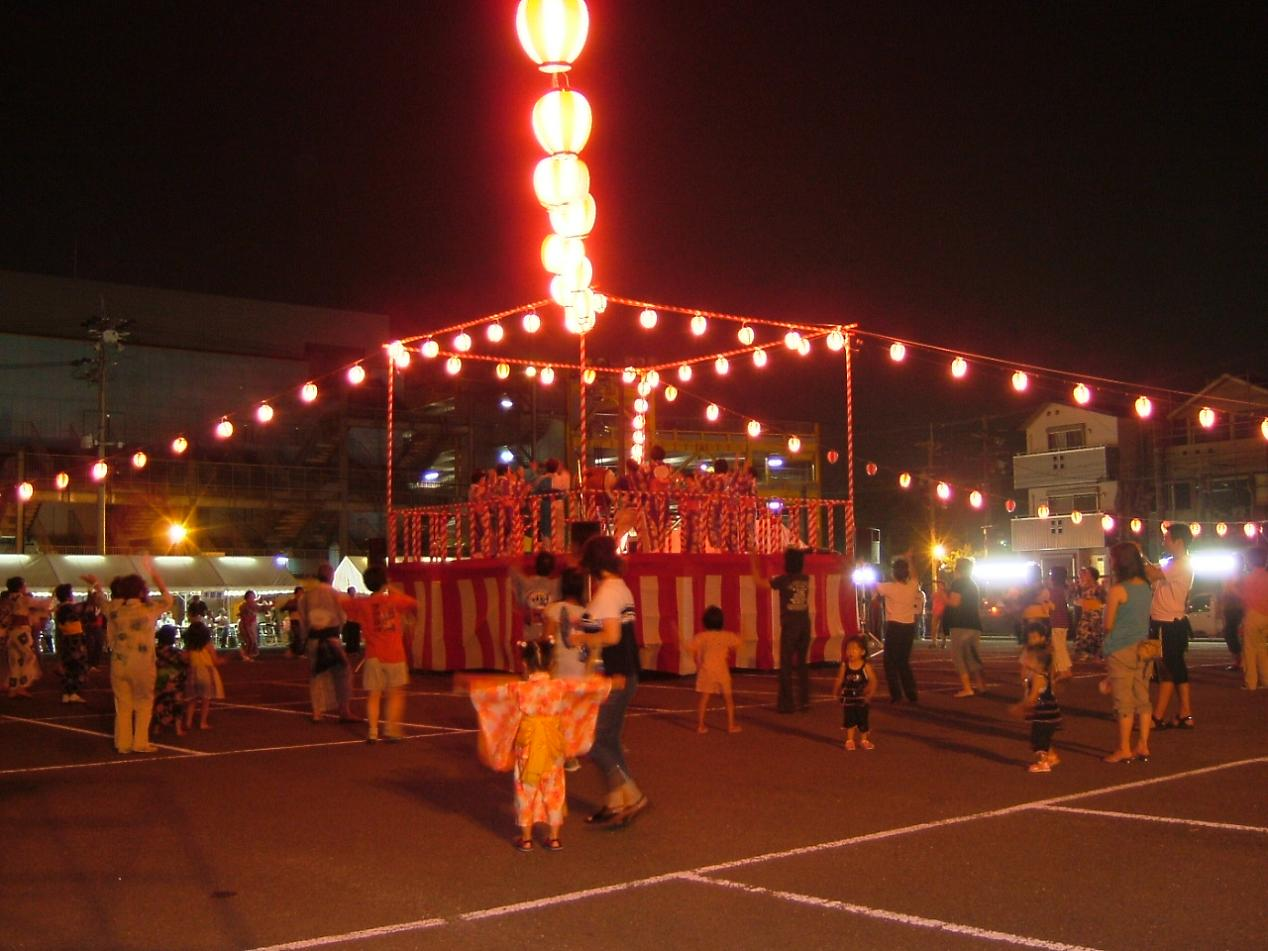
بُن اُودُوری در ناگویا

بُن اُودُوری (به ژاپنی: 盆踊り) مراسم رقصی است در ژاپن که به روزهای اُبُن مربوط است. در قدیم این رقص برای شاد کردن و پذیرایی از ارواح مردگان بر پا می‌شد ولی امروزه بیشتر جنبهٔ تفریح و سرگرمی دارد. برای اجرای مراسم در یک محوطهٔ باز مانند پارک، حیاط مدرسه و غیره سکوی اعلام قرار داده روی سکو معمولاً طبل نیز می‌گذارند. موقع اجرای مراسم بیشتر شرکت کنندگان یوکاتا پوشیده و هماهنگ با صدای طبل و آهنگ‌هایی که از بلندگوها پخش می‌شود می‌رقصند. در این مراسم نیز مانند سایر مراسم مشابه در استان‌های مختلف ژاپن غرفه‌هایی برای عرضهٔ مواد غذایی، اسباب بازی، نوشیدنی و غیره بر پا می‌شود.